# Atractus lasallei
Espèce
Atractus lasallei est une espèce de serpents de la famille des Dipsadidae.

## Répartition
Cette espèce est endémique du département d'Antioquia en Colombie. 

## Étymologie
Cette espèce est nommée en l'honneur de l'Institut de La Salle à Bogota.

## Publication originale
- Amaral, 1931 : Studies of neotropical ophidia XXIII. Additional notes on Colombian snakes XXVI. Ophidia of Colombia. Bulletin of the Antivenin Institute of America, vol. 4, no 4, p. 85-94.